# جيم كينغ (لاعب كرة سلة)
جيم كينغ (بالإنجليزية: James King)‏ (9 فبراير 1943 بنيو أورلينز في الولايات المتحدة - ) هو لاعب كرة سلة أمريكي في مركز هجوم قوي الجسم، شارك في الألعاب الأولمبية الصيفية 1968. ولعب مع Akron Goodyear Wingfoots ‏.

## وصلات خارجية
- جيمس كينغ على موقع الاتحاد الدولي لكرة السلة (الإنجليزية)
- جيمس كينغ على موقع سبورتس رفرنس (الإنجليزية)
- جيمس كينغ على موقع كلية كرة السلة في سبورتس رفرنس.كوم (الإنجليزية)
- جيمس كينغ على موقع ريلجم (الإنجليزية)
- جيمس كينغ على موقع سبورتس رفرنس (الإنجليزية)
- جيمس كينغ على موقع أوليمبيديا (الإنجليزية)